# Benjamín Victorica
Benjamín Victorica (Buenos Aires, 14 septembre 1831 — id., 27 janvier 1913) était un militaire, avocat, académicien, enseignant et homme politique et diplomate argentin. Il fut député national, sénateur, ministre de la Guerre (en) — d’abord sous la présidence de Santiago Derqui (de 1860 à 1861), ensuite sous celle de Julio Argentino Roca (de 1880 à 1886) —, et membre de la Cour suprême de Justice d’Argentine. Il contribua à mener notamment, en tant que secrétaire à la Guerre, la guerre de la Triple Alliance, puis, en tant que ministre de la Guerre, la dénommée conquête du Désert, et eut personnellement le commandement de la conquête du Chaco (1881-1884), expédition militaire contre les peuples autochtones habitant la partie sud du Chaco.

## Biographie
Fils de Bernardo Victorica, qui fut pendant dix ans le chef de la police de la province de Buenos Aires sous le gouvernement de Rosas, il suivit les cours du collège de Jésuites et du collège républicain de Buenos Aires, et obtint en 1849 le grade de docteur en droit de l’université de Buenos Aires, après soutenance d’une thèse sur « les effets du blocus ». 
Il fut un fervent rosiste, tant à l’académie de Droit que dans les colonnes de La Gaceta Mercantil, où il fit paraître des écrits à la gloire du Restaurateur et de sa femme Manuelita, et des pamphlets en vers contre Urquiza, dont voici l’un des échantillons les plus connus :
Et toi, Urquiza traître, brigand insigne,

Caligula, Néron, Attila sauvage !

Tremble, car déjà se lève puissant

De la justice l’acier vengeur !
(Y tú, Urquiza traidor, bandido insigne,/Calígula, Nerón, Atila fiero!/Tiembla, que ya se alza poderoso/De la justicia vengador acero!)
De 1849 à 1851, il remplit des fonctions d’officier au cabinet juridique du gouvernement et à l’auditorat général de la Guerre et de la Marine. De 1851 à 1852, il travailla comme secrétaire du général en chef de l’Avant-garde, Ángel Pacheco, dont il jouissait de l’entière confiance. Il participa, avec le grade de sergent-major, aux batailles de Campos de Álvarez et de Caseros, en janvier et février 1852 respectivement. Après cette dernière bataille, le vainqueur Justo José de Urquiza le fit rechercher et l’appela à ses côtés comme collaborateur. 
À l’été 1852, il côtoya Miguel Navarro Viola, Juan Agustín García, Juan del Campillo et d’autres au sein de la rédaction de la revue critique et satirique El Padre Castañeta, dont plusieurs éditions furent saisies par le gouvernement libéral portègne.
En 1853, il occupa la fonction d’administrateur des douanes nationales, et l’années suivante, celle d’officier major du ministère de l’Intérieur. Après la fédéralisation du territoire d’Entre Ríos, il occupa en 1855 le poste de juge d’instance pour les affaires criminelles, civiles et commerciales. 
De 1856 à 1860, il fut député au congrès fédéral de Paraná (pour lors capitale de la Confédération argentine) au titre de représentant d’Entre Ríos, et le général Urquiza l’appela à ses côtés comme secrétaire privé jusqu’à l’expiration de son mandat présidentiel. En 1860, il devint ministre de la Guerre et de la Marine du président Derqui, puis en 1861, secrétaire à la Guerre du général en chef de l’armée de la Confédération argentine, Urquiza, assistant en cette qualité à la bataille de Pavón, qui se solda par une défaite de la Confédération face aux troupes de l’État de Buenos Aires. 
Il fut élu sénateur national en 1862 et le restera jusqu’à 1870. En qualité de secrétaire à la Guerre, il participa à la guerre de la Triple Alliance (1864-1870). En 1874, il devint membre et vice-président du Conseil national de l’éducation. En 1877, il fut nommé professeur ordinaire (Académico Titular) à la faculté de droit et des sciences sociales.
En 1880, après l’accession à la présidence du général Julio Argentino Roca, il fut nommé pour la deuxième fois ministre de la Guerre et de la Marine. À ce titre, il contribua à mener la conquête du Désert (1878-1885) et organisa les expéditions de la marine argentine vers le littoral patagonien, en vue d’étudier les populations qui y vivent et d’y fonder des sous-préfectures, y compris en Terre de Feu et sur l’île des États, où l’on entreprit notamment d’édifier le premier phare, celui de San Juan del Salvamento.
En 1884, il dirigea personnellement la campagne militaire dans le Chaco central et boréal, dite conquête du Chaco (1881-1884), expédition militaire contre les peuples autochtones habitant la partie sud du Chaco visant à annexer ces territoires à l’État argentin. Au cours de cette incursion, il fonda deux des premiers villages de la future province du Chaco : Puerto Bermejo et Presidencia Roca. Lors de la fondation de ce dernier eut lieu un événement tristement célèbre : pour couronner la cérémonie de fondation, il résolut de ficher sur la hampe du drapeau la tête du cacique Yaloschi, qui avait dévasté les zones de peuplement blanches de la région, et ce en présence des soldats et des indigènes qui assistaient à la cérémonie. Dans son journal, Victorica nota :
« Pour saluer l’étendart national de l’expédition, une fois achevée notre campagne, nous fichâmes sur la hampe la tête ensanglantée du dernier cacique toba, qui paya de sa vie le délit d’avoir assailli un de nos soldats. »
S’étant opposé à la candidature du Dr Miguel Juárez Celman, il renonça au ministère de la Guerre et de la Marine le 11 juillet 1885 pour accepter sa nomination au poste de ministre plénipotentiaire et envoyé extraordinaire dans la république orientale de l’Uruguay. À l'achèvement de sa mission diplomatique, il remplaça en septembre 1887 le Dr José Benjamín Gorostiaga dans la fonction de président de la Cour suprême de justice, fonction qu’il exercera jusqu’en juillet 1892.
Après que le Dr Luis Sáenz Peña eut été élu président de la République argentine, le 12 octobre 1892, le général Victorica se vit confier pour la troisième fois le portefeuille de la Guerre et de la Marine, que toutefois il ne conservera que jusqu’au 6 juin 1893, date de sa démission. Il fut ensuite, de 1902 à 1906, député au Congrès national. À l’échéance de son mandat parlementaire, il vint quelque temps après à faire partie du directoire de la Banque nationale, première institution officielle de crédit dont s’est dotée l’Argentine.
En 1894, il devint membre de l’Académie de droit, sous le décanat d’Amancio Alcorta. 
La ville de Victorica, fondée en 1882, dans la province de La Pampa, doit son origine au fort General Benjamín Victorica, appelé ainsi en son honneur, alors qu’il était à la tête du ministère de la Guerre. 
Il avait épousé en mars 1857, à Concepción del Uruguay, Ana Urquiza y López, fille de Justo José de Urquiza. Il appartint au mouvement intellectuel dit génération de 1880.

## Source
- (es) Biographie de Victorica sur le site Revisionistas.